# Palmelense Futebol Clube
O Palmelense Futebol Clube é um clube desportivo português, localizado na vila de Palmela, distrito de Setúbal.
A prática desportiva começou no Campo Cornélio Palma, mas devido ao elevado número  de atletas, o Palmelense Futebol Clube utiliza também o relvado do Complexo Desportivo Municipal de Palmela.

## História
O clube foi fundado oficialmente no dia 8 de Abril de 1924. Como na época estava em organização a criação da Associação de Setúbal, foi o Palmelense um dos nove clubes fundadores da AFS. Entre seus fundadores estão: Doménico  Fidalgo, Abílio Coelho, Tomáz Duarte, Pedro Mares, Garibaldy Pinto, Dâmaso, Zé Carneiro, Lúcio Silva e muitos mais, sem jogar, mas apoiando na retaguarda tais como Manuel Lopes, Xavier Santana e João Caçarino.
O campo do clube recebeu o nome de Cornélio Palma, em homenagem a um antigo soldado romano da região. Com o aparecimento da equipa de futebol, seguiram-se as participações nos campeonatos da Associação de Futebol de Setúbal, na maioria na 1ª divisão, passando esporadicamente pela 2ª, onde conquistou o titulo de campeão por três vezes. Numa fase de maior esplendor, disputou diversos anos o campeonato nacional da 3ª divisão e tendo estado na 2ª divisão nacional na época de 1946/47 com um grupo exclusivamente de Palmela com a excepção de Maximino, jogador-treinador.
O Palmelense também disputou torneios de de andebol em diversos escalões, quer femininos, quer masculinos; no basquetebol feminino; atletismo com um campeão nacional – Daniel Pó; ciclismo que durante muitos anos coleccionou troféus em todas as provas em que participava, tendo mesmo saído daqui um posterior vencedor da Volta a Portugal; ténis de mesa com o Ernesto Papa como principal animador; Xadrez, damas e outras mais terão surgido esporadicamente com passagens fugazes.
Em maio de 2019, houve eleições para a diretoria do clube, onde o então presidente foi derrotado pelo candidato da oposição, por 151 votos a 48.

## Liga
- 2007 - 2008 - Seniores  - 1ª divisão distrital da Associação de Futebol de Setúbal.
- 2007 - 2008 - Juniores  - 2ª divisão distrital da Associação de Futebol de Setúbal.
- 2007 - 2008 - Juvenis   - 2ª divisão distrital da Associação de Futebol de Setúbal.
- 2007 - 2008 - Iniciados - 1ª divisão distrital da Associação de Futebol de Setúbal.

## Campo de Jogos
Campo Cornélio Palma, com lotação para 500 espectadores. O campo sintético foi inaugurado em Dezembro de 2015, e existem planos para relvar o campo pelado de futebol de 7.

## Equipas
O Palmelense tem uma escola de formação de futebol onde existem bastantes Atletas, divididos por vários escalões.
Os escalões são Petizes, Traquinas, Benjamin's, Infantis, Iniciados, Juvenis, Júniores, Seniores e também equipas de futebol Feminino.

## Títulos
- Campeonato da Iª Divisão Distrital da AF Setúbal: 2 (1991-92, 1986-87)